# Federazione internazionale sport universitari

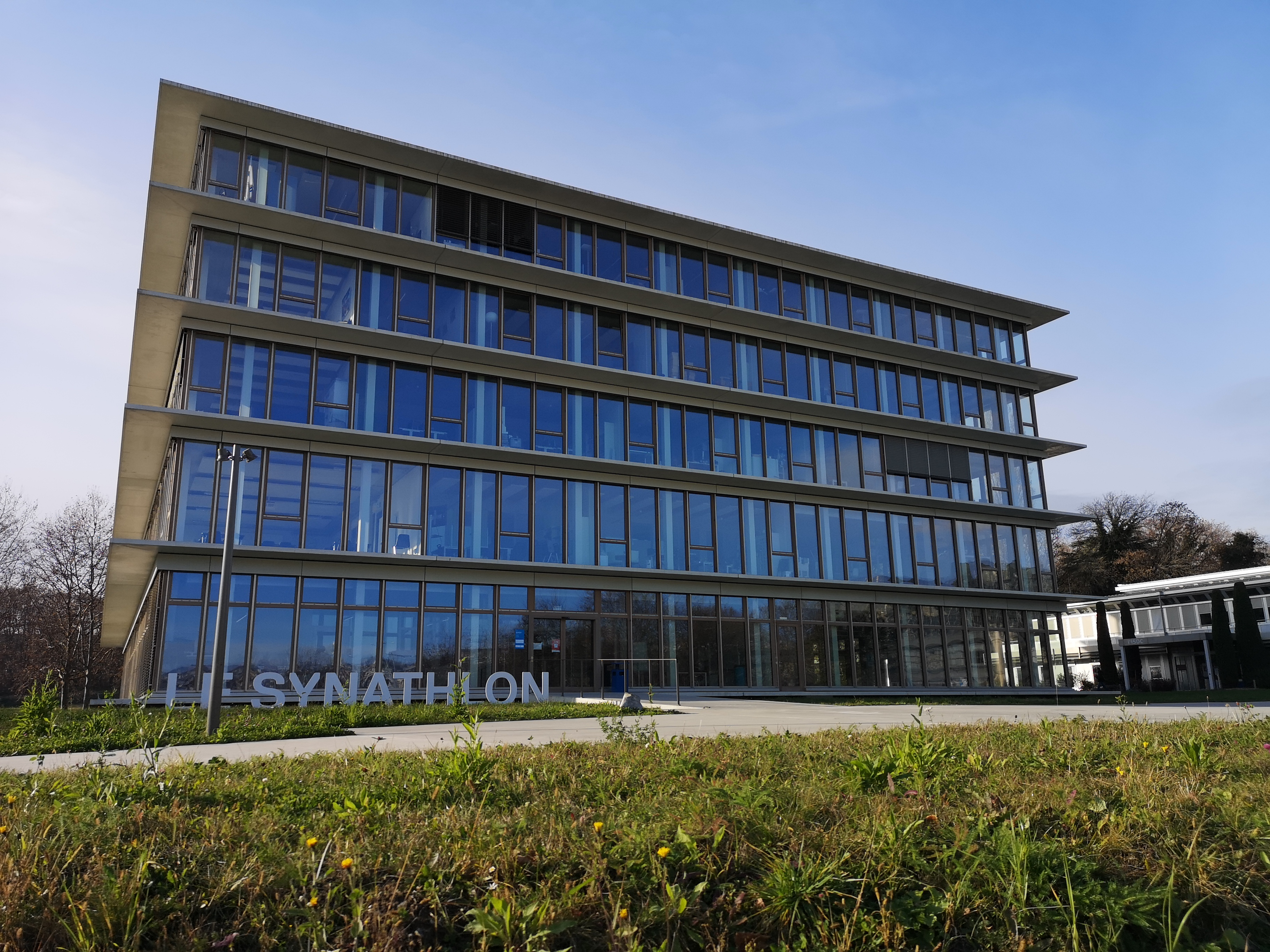
Il quartier generale della FISU, a Losanna.

La Federazione internazionale degli sport universitari (FISU) è un'organizzazione sportiva internazionale fondata nel 1949 il cui fine principale è quello di promuovere lo sport universitario e di supervisionare l'organizzazione delle Giochi mondiali universitari, sia estivi e sia invernali, e di tutti i campionati mondiali universitari.

## Storia
Le origini della FISU risalgono al 1923 quando Jean Petitjean organizzò sotto l'egida della Confederazione Internazionale degli Studenti (Confédération Internationale des Étudiants, CIE) a Parigi i primi Giochi mondiali studenteschi. Nel 1924 La CIE organizzò il suo primo congresso a Varsavia in concomitanza con i primi Giochi mondiali studenteschi, che vennero tenuti fino alla fine degli anni 1930.
Edizioni estive
- Parigi, maggio 1923
- Varsavia, 1924
- Praga, 1925
- Roma, 27 agosto - 4 settembre 1927
- Parigi, 9 - 17 agosto 1928
- Darmstadt, 1º - 10 agosto 1930
- Torino, 3 settembre - 10 settembre 1933
- Budapest, 10 - 18 agosto 1935
- Parigi, 22 - 29 agosto 1937
- Monaco, 1939
- Vienna, 21 - 29 agosto 1939 - edizione concorrente, organizzata dall'Union Internationale des Étudiants (UIE)

Edizioni invernali
- Cortina d'Ampezzo, 22 - 29 gennaio 1928
- Davos, 7 - 12 gennaio 1930
- Bardonecchia, 29 gennaio - 3 febbraio 1933
- Sankt Moritz, 4 - 10 febbraio 1935
- Zell am See, 2 - 7 febbraio 1937
- Lillehammer, 19 - 26 febbraio 1939

La seconda guerra mondiale non permise la prosecuzione di questi eventi ma alla sua conclusione la Francia ripropose l'idea dei Giochi mondiali universitari.
A causa della guerra fredda vennero organizzate due serie di eventi parallele: da una parte l'Unione internazionale degli studenti (International Union of Students, ISU), fondata a Praga nel 1946 organizzò i Giochi mondiali studenteschi a partire dal 1947: essendo legata ai paesi del Patto di Varsavia, non includeva molte federazioni occidentali. La maggior parte di esse fondò nel 1949 in Lussemburgo la Federazione Internazionale Sport Universitari (FISU), patrocinata dal Dr. Paul Schleimer. Questa federazione organizzò le Settimane Internazionali degli Sport Universitari.
Edizioni organizzate dalla CIE e dalla FISU
- Parigi, 24 - 31 agosto 1947
- Merano, 1949
- Lussemburgo, 1951
- Dortmund, 9 - 15 agosto 1953
- San Sebastián, 7 - 14 agosto 1955
- Parigi, 29 agosto - 7 settembre 1957

Edizioni invernali
- Davos, 18 - 26 gennaio 1947
- Bad Gastein, 1951
- Sankt Moritz, 1953
- Jahorina, 1955
- Oberammergau, 1957
- Zell am See, 1959

Edizioni organizzate dall'ISU
- Praga, 1947
- Budapest, 14 - 21 agosto 1949
- Berlino Est, 5 - 15 agosto 1951
- Bucarest, 1953
- Budapest, 31 luglio - 8 agosto 1954 - edizione non ufficiale
- Varsavia, 1955
- Mosca, 1957
- Vienna, 1959
- Helsinki, 28 luglio - 6 agosto 1962

Edizioni invernali
- Poiana, 28 gennaio - 4 febbraio 1951
- Vienna, 25 - 26 febbraio 1953
- Zakopane, 7 - 13 marzo 1956

Nel 1957 il Campionato sportivo universitario mondiale organizzato dalla federazione francese unì il blocco delle federazioni occidentali e orientali. Fu questo il primo vero evento che permise la creazione di quelle che poi sarebbero divenute le Universiadi.
Nel 1959 la FISU e la ISU si accordarono per partecipare congiuntamente ai Giochi organizzati dal CUSI a Torino. L'organizzazione italiana, capitanata da Primo Nebiolo, battezzò l'evento col nome di Universiade, creò la bandiera con la 'U' e le cinque stelle e durante le cerimonie di premiazione rimpiazzò gli inni nazionali con il Gaudemus Igitur. La prima Universiade ebbe un successo clamoroso e vide la partecipazione di 43 Paesi e 1400 atleti. Dopo questo evento numerose federazioni non membri chiesero di potersi iscrivere al movimento.
Da quel momento la FISU si incaricò di organizzare le Universiadi a livello mondiale, basando la propria filosofia sull'art. 2 del proprio statuto:
(art.2 dello statuto FISU)

## Federazioni continentali
Le federazioni continentali che aderiscono alla FISU sono le seguenti:
- Fédération Africaine du Sport Universitaire (FASU) - Africa
- Organización Deportiva Universitaria Panamericana (ODUPA) - America
- Asian University Sports Federation (AUSF) - Asia
- European University Sports Association (EUSA) - Europa
- Oceania University Sport Association (OUSA) - Oceania

## Giochi mondiali universitari
I Giochi mondiali universitari, in precedenza noti come Universiadi, sono una manifestazione sportiva e culturale internazionale ospitata ogni due anni da una città diversa. Si reputa che questo evento sia secondario solo ai Giochi olimpici.
Secondo le ultime regole imposte dalla FISU, le Universiadi estive constano di competizioni in 12 sport obbligatori (atletica leggera, calcio, ginnastica, judo, nuoto, pallacanestro, pallanuoto, pallavolo, scherma, tennis, tennistavolo, tuffi) e fino a tre sport opzionali scelti dal Paese organizzatore. Il record di presenze per numero di atleti è per l'edizione di Bangkok 2007 con 9 006 partecipanti, mentre il numero massimo di nazioni si è registrato a Taegu 2003 con 174 Paesi.
Le Universiadi invernali, invece, organizzano competizioni in 8 sport obbligatori (biathlon, sci nordico - composto da combinata nordica, salto con gli sci, sci di fondo - curling, hockey su ghiaccio, pattinaggio di figura, pattinaggio di velocità, sci alpino, sci di fondo, snowboard) più due sport opzionali. Il record di partecipazioni per numero di atleti spetta all'edizione di Torino 2007 (2 511 atleti) e per nazioni a Innsbruck 2005 (50 Paesi).